# The Renegade Twins
The Renegade Twins es un equipo femenino de lucha libre profesional que ha trabajado tanto en National Wrestling Alliance como en el circuito independiente, que consta de las hermanas gemelas de la vida real Charlette y Robin Williamson (nacidas el 14 de abril de 2000), conocidas por sus nombres en el ring Charlette Renegade y Robyn Renegade respectivamente. 

## Historia

### Apariciones esporádicas en AEW (2022)
Las Gemelas Renegade debutaron en All Elite Wrestling en el episodio de AEW Dark emitido el 11 de enero de 2022, donde se enfrentaron a TayJay (Anna Jay & Tay Conti), sin embargo perdieron. Aparecieron nuevamente en el episodio del 28 de marzo de AEW Dark: Elevation, donde se enfrentaron al equipo de Anna Jay & Ruby Soho, donde también perdieron. En el episodio del 19 de julio de AEW Dark, obtuvieron su primera victoria en AEW cuando derrotaron a Avery Breaux & Valentina Rossi.

### National Wrestling Alliance (2022-2023)
En el episodio del 24 de diciembre de 2022 del especial de Navidad de NWA, las Renegade Twins hicieron su debut en NWA, perdiendo ante las Campeonas Mundiales Femeninas en Parejas de NWA Pretty Empowered (Ella Envy y Kenzie Paige). En el episodio del 7 de febrero de 2023 de NWA Powerrr, derrotaron a Pretty Empowered, lo que les valió a las gemelas una oportunidad por el título en Nuff Said. El 11 de febrero, en Nuff Said, las Renegade Twins derrotaron a Pretty Empowered para ganar el Campeonato Mundial Femenino en Parejas de NWA, pero luego perdieron los títulos en el episodio del 21 de febrero de NWA Powerrr ante Pretty Empowered 2.0.

### All Elite Wrestling (2023-presente)

#### Ring Of Honor (2023-presente)
Las Renegade Twins hicieron su debut en Ring of Honor el 2 de marzo de 2023 en el episodio de Ring of Honor Wrestling , perdiendo ante Madison Rayne y Skye Blue. Tendrían su primera victoria en ROH en el episodio del 27 de julio de Ring of Honor Wrestling , derrotando a JC y Tiara James. En el episodio del 10 de agosto de Ring of Honor Wrestling , Robyn perdió ante Billie Starkz , lo que llevó a las Renegades a atacar a Starkz, que fue detenida por Athena.
El 10 de febrero de 2024, en la grabación de Ring of Honor Wrestling, Robyn Renegade volvió a tener otro combate contra Billie Starkz, pero esta vez el combate fue un combate de primera ronda del torneo para determinar la titular inaugural del Campeonato Mundial de Televisión Femenina de ROH. Robyn una vez más no tuvo éxito al derrotar a Billie Starkz, quien avanzó en el torneo.

## Campeonatos y logros
- Ultimate of Women Wrestling
  - UWW Tag Team Championship (1 vez)
- Capital Championship Wrestling
  - CCW Tag Team Championship (1 vez)
- Mission Pro Wrestling
  - MPW Tag Team Championship (1 vez)
  - MPW Year-End Award (1 vez)
    - Tag Team of the Year Award (2021)[1]
- National Wrestling Alliance
  - NWA World Women's Tag Team Championship (1 vez)[5]
- Pro Wrestling Illustrated
  - Situadas en el Nº73 en el PWI Tag Teams 100 en 2022.[6]
  - Situada en el Nº42 en el PWI Tag Teams 100 en 2023.[7][8]